# Teihivenator macropus
Teihivenator macropus es la única especie conocida del género extinto Teihivenator ("cazador fuerte") de dinosaurio terópodo tiranosauroideo, que vivó a finales del período Cretácico, entre 70 a 66 millones de años, durante el Maastrichtiense, en lo que es ahora Norteamérica.

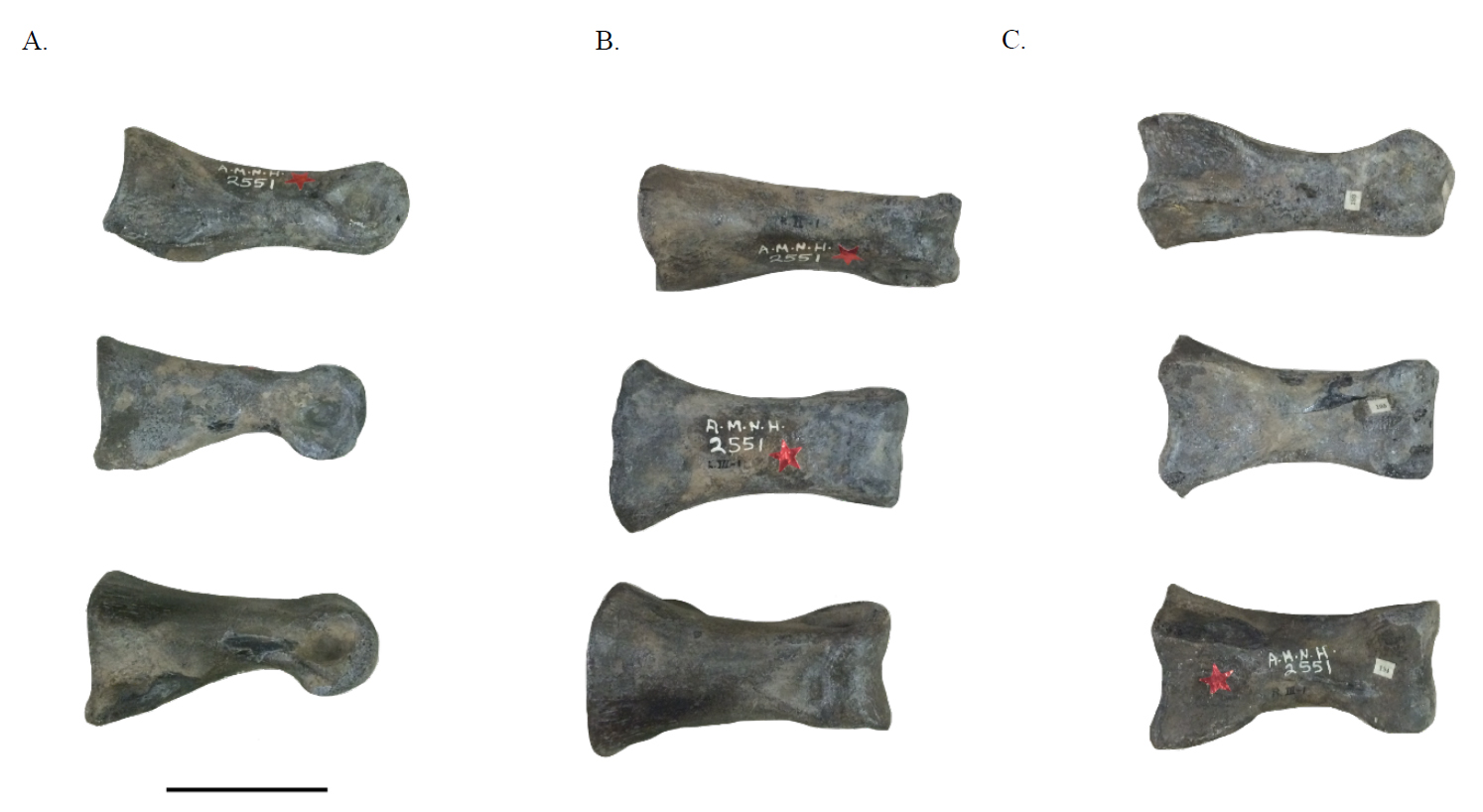
Falange del sintipo de un ornitomímido.

Fue hallado en la Formación Navesink en Nueva Jersey, Estados Unidos, el cual fue clasificado originalmente como una especie de Dryptosaurus. Durante el siglo XIX, numerosas especies de terópodos en Norteamérica fueron asignados al género Dryptosaurus (frecuentemente como Lælaps o Laelaps), solo para ser reclasificados. De estas especies, solo D. macropus, conocida a partir de un miembro posterior parcial hallado en la Formación Navesink (probablemente más o menos equivalente temporalmente a la Formación New Eagle) fue reconocida como una especie potencialmente válida. Joseph Leidy originalmente refirió el espécimen a Coelosaurus. Cope más tarde lo reconoció como una especie distinta, refiriéndolo como Lælaps macropus, diferenciándolo del espécimen ahora conocido como Dryptosaurus por sus dedos más largos. Más tarde, muchos científicos han concluido que este probablemente pertenecía a Coelosaurus después de todo, pero en 2004 el paleontólogo Thomas R. Holtz lo clasificó como un tiranosauroideo indeterminado, posiblemente referible al género Dryptosaurus. En 2017 se consideró que era lo suficientemente distinto de otros tiranosauroideos, incluyendo a Dryptosaurus como para merecer su propio nombre de género, Teihivenator, pero otra publicación de ese año indica que los restos de T. macropus son una mezcla de elementos de tiranosauroideos y ornitomímidos no diagnósticos, lo que convertiría a esta especie en un nomen dubium (nombre dudoso).